# Cincinnati Open 1970
Il Cincinnati Open 1970 è stato un torneo di tennis. È stata la 69ª edizione del Cincinnati Open, che fa parte del Pepsi-Cola Grand Prix 1970 e dei Tornei di tennis femminili indipendenti nel 1970. Il torneo si è giocato a Cincinnati in Ohio negli USA:quello maschile su campi in terra rossa dal 20 al 26 luglio 1970.

## Campioni

### Singolare maschile
Ken Rosewall ha battuto in finale  Cliff Richey,7-9, 9–7, 8–6

### Singolare femminile
Rosemary Casals ha battuto in finale  Nancy Richey Gunter con il punteggio di 6–3, 6–3

### Doppio maschile
Ilie Năstase /  Ion Țiriac hanno battuto in finale  Bob Hewitt /  Frew McMillan,6-3, 6–4

### Doppio femminile
Rosie Casals /  Gail Sherriff hanno battuto in finale  Helen Gourlay /  Pat Walkden-Pretorius 12-10, 6–1